# Обмін (інформатика)
О́бмін (англ. swap), в інформатиці — операція для обміну значень аргументів.
Наприклад, якщо маємо дві змінні A та B, і стан пам'яті: A=1, B=2, то після виконання операції swap(A,B) стан пам'яті змінюється на такий: A=2, B=1.

## Реалізації
Очевидна реалізація використовує тимчасову змінну:
TMP = A
A = B
B = TMP
Існують реалізації без використання додаткової змінної, наприклад Алгоритм обміну XOR, або за допомогою арифметики:
A = A + B
B = A - B
A = A - B

В архітектурі x86 замість трьох інструкцій ассемблера MOV можна використовувати одну XCHG. Існує також додаткова інструкція CMPXCHG, яка атомарно виконує дві дії (порівняти і обміняти) і використовується для реалізації мютексів.

## Застосування
- В алгоритмах сортування, наприклад сортування обміном.
- В алгоритмах генерації всіх чи випадкових перестановок[3]

## Зноски
1. ↑  intel1.
2. ↑  Rostedt, Steven (2006). RT-mutex implementation design — The Linux Kernel documentation. www.kernel.org. Процитовано 23 січня 2024.
3. ↑  Skiena, 2008, с. 450.